# Mesocletodes monensis
Mesocletodes monensis is een eenoogkreeftjessoort uit de familie van de Argestidae. De wetenschappelijke naam van de soort is voor het eerst geldig gepubliceerd in 1893 door Thompson I.C..